# Zengdian (köpinghuvudort i Kina, Hubei Sheng, lat 31,13, long 113,77)
Zengdian är en köpinghuvudort i Kina. Den ligger i provinsen Hubei, i den centrala delen av landet, omkring 78 kilometer nordväst om provinshuvudstaden Wuhan. Antalet invånare är 31 059. Befolkningen består av 14 559 kvinnor och 16 500 män. Barn under 15 år utgör 14,0 %, vuxna 15-64 år 76 %, och äldre över 65 år 8,0 %.
Runt Zengdian är det tätbefolkat, med 982 invånare per kvadratkilometer. Närmaste större samhälle är Anlu, 17,0 km nordväst om Zengdian. Trakten runt Zengdian består till största delen av jordbruksmark.
Genomsnittlig årsnederbörd är 1 301 millimeter. Den regnigaste månaden är juli, med i genomsnitt 192 mm nederbörd, och den torraste är december, med 15 mm nederbörd.